# 羅賓·米德
羅賓·米德（Robin Michelle Meade，1969年4月21日—），CNN主播，記者。

## 背景
羅賓·米德在美國俄亥俄州長大，父親是一位牧師。她到馬龍學院和愛許蘭大學念書，第一主修為收音機/電視作業、設計和表演，第二主修為政治學。她畢業於西元1991年。西元1992年，她參加俄亥俄州小姐的競選並贏得后冠，並且進到美國小姐決賽前十名。西元1993年，她嫁給Tim Yeager。

## 獲獎
- 西元2002年，根據Lycos，羅賓·米德獲得在新聞業界最受歡迎的20位電視節目名人之一這項殊榮。[2]

- 西元2004年，羅賓·米德在Playboy.com online poll被網友票選為最性感的新聞主播。[3]

## 外部連結
羅賓·米德在CNN官方網站上的主播資料 （页面存档备份，存于）